# Лемуан, Фабьен
Фабье́н Лемуа́н (фр. Fabien Lemoine 16 марта 1987, Фужер, Франция) — французский футболист, полузащитник.

## Карьера
Фабьен Лемуан — воспитанник «Ренна». Дебютировал в первой команде 13 января 2008 года в матче Лиги 1 против марсельского «Олимпика». Полузащитник вышел на поле в стартовом составе и во втором тайме был заменён на Оливье Томера.
В матче против «Страсбура», сыгранном 26 апреля 2008 года Лемуан забил первый гол в своей профессиональной карьере, использовав передачу Жерома Леруа. 19 июля 2008 года в матче против «Таврии» полузащитник дебютировал в Кубке Интертото, а в матче против норвежского «Стабека», прошедшем 28 августа того же года, — в кубке УЕФА. В «Ренне» Фабьен Лемуан выступал до окончания сезона 2010/11 и становился финалистом Кубка Франции.
Летом 2011 года Лемуан перешёл в «Сент-Этьен». Первый матч в составе «зелёных» сыграл 21 августа 2011 года против марсельского «Олимпика», заменив на 67-й минуте встречи Лорана Батллеса.

### В сборной
В 2008 году Фабьен Лемуан провёл один матч за молодёжную сборную Франции. В матчах первой сборной полузащитник участия не принимал.

## Достижения
«Ренн»
- Финалист Кубка Франции: 2008/09

«Сент-Этьенн»
- Обладатель Кубка французской лиги: 2012/13